# Sujeto léxico en español
El sujeto léxico o sujeto explícito del idioma español es una función sintáctica desempeñada por los sustantivos o construcciones equivalentes como por ejemplo oraciones subordinadas  sustantivas. La característica principal del sujeto léxico es la concordancia de persona y número con el núcleo verbal.

## Características formales
La función de sujeto léxico es desempeñada por los sustantivos o construcciones equivalentes como oraciones subordinadas sustantivas, construcciones de infinitivo, sintagmas nominales y pronombres.
En español el sujeto siempre concuerda en persona y número con el núcleo oracional o núcleo del predicado, para los gramáticos funcionalistas  y generativistas, respectivamente. Así, se puede reconocer fácilmente esta función sintáctica:
El niño corre
Los niños corren
Tú corres
Yo corro
En el niño corre el sintagma nominal el niño corresponde a la 3º persona del singular, al igual que el verbo conjugado "corre". Si se cambia el número y la persona del núcleo verbal, cambia forzosamente la persona y el número del sintagma que funciona como sujeto.
Otra característica clave para reconocer el sujeto de la oración es que el sintagma nominal que cumple esta función sintáctica nunca es encabezado por una preposición. Esto evita que se confunda la función sujeto con otras funciones a nivel sintáctico.

## Relación sujeto - predicado
Los gramáticos generativistas plantean que, para que exista una oración, debe forzosamente existir una relación sujeto - predicado. Se entiende por sujeto aquello de quien se dice algo, y por predicado lo que se dice del sujeto. Así, pueden ser oraciones El niño dibuja una casa o prohibida la entrada, independientemente de tener o no un verbo conjugado.
Sin embargo, para los gramáticos funcionalistas tales como Alarcos o Gutiérrez Ordóñez, para que exista una oración es necesaria la presencia de un verbo conjugado que cumpla la función de núcleo oracional pues este contiene en su lexema la información predicativa y en su gramema la información del sujeto.

El hombre camina apurado para llegar a su casa.
El hombre camina apurado.
El hombre camina.
Camina.

## Sujeto e impersonalidad
Existen verbos que están inmovilizados en la tercera persona o que son avalentes, es decir, valen por sí solos pues no poseen actantes. Estos verbos son los que expresan eventos climáticos como por ejemplo llueve. En este caso no cabe preguntarse quién llueve.  Este verbo no posee sujeto explícito pero sí sujeto gramatical, por este motivo, para los teóricos funcionalistas estas construcciones no presentan problema alguno. Pero, ¿cómo explican los teóricos generativistas este acontecimiento gramatical? Ellos plantean que como en otros idiomas se requiere obligatoriamente un sujeto (it's rain / ill plue), en el idioma español existe un sujeto cero para estos casos ( 0 llueve ).
Gómez Torrego, a su vez, advierte otros casos de impersonalidad sintáctica como el verbo "haber" inmovilizado en tercera persona, y la presencia de "se" como marca impersonal; e impersonalidad semántica (cuando se trata de ocultar por parte del emisor la información acerca del sujeto que realiza la acción).